# Simon Friedrich Frenzel
Simon Friedrich Frenzel, Szinnyeinél Frenzelius Simon Frigyes (Cottbus, 1636 – ?) német evangélikus teológus és filozófus.

## Művei
- Theologia naturali existentiam spiritus infiniti...
- Moderatore Summo Fortunante De Spectris
- Maiestas Osmannica
- Dissertatio de insectis Novisolii, in Hungaria cum nive delapsis. Vitebergae, 1676
- Ex theologia naturali essentiam Dei
- Ex physica disputationem publicam de chamaeleonte
- Disquisitionem naturalem de unicornu...
- Disputatio politica de regis Judaeorum iuribus
- Disputatio meteorologica posterior De Fulmine
- Disputatio Meteorologica De Fulmine